# Гореня Вас-при-Лесковцу
Гореня Вас-при-Лесковцу (словен. Gorenja vas pri Leskovcu) — поселення в общині Кршко, Споднєпосавський регіон, Словенія. Висота над рівнем моря: 162,5 м.